# Frederick Zimmermann
Frederick Zimmermann   (Nova York, 18 de maig de 1906 - Ohlstadt, 3 d'agost de 1967) va ser un contrabaixista i professor estatunidenc.
Va tocar a la Filharmònica de Nova York des de 1930 fins a 1966, fent d’assistent de director i director i va ensenyar a la "Juilliard School", el "Mannes College of Music", la "Columbia University", la "Manhattan School of Music" i la "New York University". Va ser un influent professor de contrabaix americà al segle xx. A la seva obra "Una nova història del contrabaix", Paul Brun descriu Zimmermann com el "pare de l'ensenyament del baix als Estats Units".
Zimmermann va néixer a la ciutat de Nova York. Va estudiar el contrabaix amb Herman Reinshagen, baix principal de la Filharmònica de Nova York amb Gustav Mahler i Arturo Toscanini. Va fer nombroses transcripcions de música que van des del segle xiv fins al XX i va editar música per a International. El 1966 es va publicar el seu llibre, Contemporary Concept of Bowing Technique for the Double Bass. A més de música, Zimmermann va estudiar pintura amb George Grosz a la "Art Students 'League", va fer tres exhibicions i sovint va donar conferències sobre pintors alemanys moderns. Zimmermann es va casar amb la seva dona Dorothy el 1931. Van tenir un fill Edwin. Zimmermann va morir d'un tumor cerebral a l'edat de 61 anys el 1967, mentre visitava Ohlstadt, Alemanya.
Els seus estudiants han ocupat llocs a pràcticament totes les orquestres nord-americanes més importants. Alguns dels seus estudiants més destacats són els baixistes clàssics Joseph Guastafeste, Orin O'Brien, Donald Palma, Robert Gladstone, David Walter, Linda McKnight, Alvin Brehm. Stuart Sankey, Frank Proto i Lucas Drew i els baixistes de jazz Charles Mingus, Henry Grimes, Eddie Gómez i Red Mitchell.